# Grup de la fil·lowita
El grup de la fil·lowita és un grup de minerals de la classe dels fosfats, format per quatre espècies: chladniïta, fil·lowita, galileiïta i johnsomervilleïta. Totes quatre espècies cristal·litzen en el sistema trigonal.
| Espècie           | Fórmula                |
| ----------------- | ---------------------- |
| Chladniïta        | Na₂CaMg₇(PO₄)₆         |
| Fil·lowita        | Na₂CaMn²⁺₇(PO₄)₆       |
| Galileiïta        | Na²⁺₄(PO₄)₃            |
| Johnsomervilleïta | Na₁₀Ca₆Mg₁₈Fe₂₅(PO₄)₃₆ |

Segons la classificació de Nickel-Strunz els minerals d'aquest pertanyen a «08.AC: Fosfats, etc. sense anions addicionals, sense H₂O, amb cations de mida mitjana i gran» juntament amb altres minerals com l'al·luaudita, la bobfergusonita, la whitlockita i la merrillita, entre d'altres.
Als territoris de parla catalana tan sols ha estat trobada la fil·lowita a dos indrets: el Cap de Creus, a la localitat de Cadaqués (Alt Empordà), i a la comuna d'Argelers, a Ceret (Pirineus Orientals).